# Exciting Jazz Guitar
Exciting Jazz Guitar è un album di raccolta del chitarrista jazz ungherese Gabor Szabo, pubblicato dalla casa discografica Impulse! Records per il mercato giapponese nel 1969.

## Tracce

### LP
Lato A (SILBT 1983 N)
Musiche di Gabor Szabo.
1. Sophisticated Wheels – 3:52 – Tratto dall'album: Jazz Raga (1966)
2. Ravi – 2:59 – Tratto dall'album: Jazz Raga (1966)
3. Krishna – 3:11 – Tratto dall'album: Jazz Raga (1966)
4. Gypsy Jam – 5:54 – Tratto dall'album: Gypsy '66 (1966)
5. Space – 6:20 – Tratto dall'album: The Sorcerer (1967)

Lato B (SILBT 1984 N)
1. Walk On By – 2:46 (testo: Hal David – musica: Burt Bacharach) – Tratto dall'album: Gypsy '66 (1966)
2. The Last One to Be Loved – 3:35 (testo: Hal David – musica: Burt Bacharach) – Tratto dall'album: Gypsy '66 (1966)
3. Raga Doll – 3:42 (musica: Gary McFarland) – Tratto dall'album: Jazz Raga (1966)
4. The Echo of Love – 4:10 (musica: Gary McFarland) – Tratto dall'album: Gypsy '66 (1966)
5. Little Boat (O barquinho) – 4:14 (testo: Ronaldo Bôscoli; Buddy Kaye (testo in inglese) – musica: Roberto Menescal) – Tratto dall'album: The Sorcerer (1967)
6. Stronger Than Us (Dalla colonna sonora del film "A Man & A Woman") – 4:11 (testo: Pierre Barouh – musica: Francis Lai) – Tratto dall'album: The Sorcerer (1967)

## Musicisti
Sophisticated Wheels / Krishna
- Gabor Szabo – chitarra, sitar
- Johnny Gregg – basso
- Bernard "Pretty" Purdie – batteria
- Registrazioni effettuate al "Van Gelder Studio" di Englewood Cliffs, New Jersey il 4 agosto 1966

Ravi / Raga Doll
- Gabor Szabo – chitarra, sitar
- Bob Bushnell – chitarra Fender
- Johnny Gregg – basso
- Bernard "Pretty" Purdie – batteria
- Registrazioni effettuate al "Van Gelder Studio" di Englewood Cliffs, New Jersey il 17 agosto 1966

Gypsy Jam / Walk On By
- Gabor Szabo – chitarra
- Gary McFarland – marimba, arrangiamenti
- Barry Galbraith – chitarra
- Sam Brown – chitarra
- Sadao Watanabe – flauto
- Richard Davis – contrabbasso
- Grady Tate – batteria
- Francisco Chino Pozo – percussioni
- Registrazioni effettuate al "Van Gelder Studio" di Englewood Cliffs, New Jersey nel novembre 1965

Space / Little Boat (O barquinho) / Stronger Than Us
- Gabor Szabo – chitarra
- Jimmy Stewart – chitarra
- Louis Kabok – basso
- Marty Morrell – batteria
- Hal Gordon – percussioni
- Registrazioni dal vivo effettuate al "The Jazz Workshop" di Boston, Massachusetts il 14 e 15 aprile 1967

The Last One to Be Loved / The Echo of Love
- Gabor Szabo – chitarra
- Gary McFarland – marimba, arrangiamenti
- Barry Galbraith – chitarra
- Sadao Watanabe – flauto
- Al Stinson – contrabbasso
- Grady Tate – batteria
- Willie Rodriguez – percussioni
- Registrazioni effettuate al "Van Gelder Studio" di Englewood Cliffs, New Jersey nel novembre 1965